# Dysschema evanescens
Dysschema evanescens là một loài bướm đêm thuộc phân họ Arctiinae, họ Erebidae.